# Cristóbal Vaca de Castro
Pour les articles homonymes, voir Castro.
Cristóbal Vaca de Castro né vers 1492 à Izagre, et mort en 1566 à Valladolid, est un prêtre et juge royal d'Espagne.

## Biographie
Il est envoyé par Charles Quint au Pérou en 1540, pour y comprimer les factions et régler le régime intérieur de la colonie. À son arrivée, un an plus tard, il apprend l'assassinat de Francisco Pizarro et l'usurpation de Diego de Almagro le jeune. Il marche avec une armée contre ce dernier, le défait et le fait exécuter.
Vaca de Castro gouverne ensuite le Pérou pendant trois ans, avant d'être relevé par le nouveau vice roi Blasco Nunez Vela. Celui-ci, soupçonnant une trahison de sa part, le fait même emprisonner. Il parvient cependant à s'échapper, et à gagner les Açores, puis l'Espagne.

## Source
Cet article comprend des extraits du Dictionnaire Bouillet. Il est possible de supprimer cette indication, si le texte reflète le savoir actuel sur ce thème, si les sources sont citées, s'il satisfait aux exigences linguistiques actuelles et s'il ne contient pas de propos qui vont à l'encontre des règles de neutralité de Wikipédia.